# Liste de dénominations de religieux catholiques
Cet article établit la correspondance entre les dénominations des religieux chrétiens et les instituts auxquels ces religieux appartiennent. Le terme « religieux » est entendu dans le sens de personne consacrée (homme ou femme) appartenant à un institut régulier. Il exclut par conséquent les dénominations de clercs séculiers.
- Haut – A
- B
- C
- D
- E
- F
- G
- H
- I
- J
- K
- L
- M
- N
- O
- P
- Q
- R
- S
- T
- U
- V
- W
- X
- Y
- Z

## A
- Adoratrice - Membre :

des Adoratrices du Précieux-Sang
des Adoratrices du Saint-Sacrement
des Adoratrices perpétuelles du Saint-Sacrement
- Alépin :

Moine antonin de l'Ordre Maronite de la Bienheureuse Vierge Marie
Moine basilien de l'Ordre basilien alépin des melkites.
- Alexien - Membre de Frères cellites
- Antonin - Membre :

de l'Ordre des chanoines hospitaliers de Saint-Antoine
de l'Ordre antonin maronite (Antonins de Saint Isaïe)
de l'Ordre maronite de la Bienheureuse Vierge Marie (Alépins)
de l'Ordre libanais maronite (Baladites)
de l'Ordre antonin de Saint Hormisas des Chaldéens
- Apostoline - Membre des Sœurs de Marie Reine des Apôtres
- Arroasien - Membre de la Congrégation des chanoines réguliers d'Arrouaise
- Assomptionniste - Membre des Augustins de l'Assomption
- Augustin - Membre :

de l'Ordre de Saint-Augustin ou Ermites de Saint-Augustin ou Grands Augustins
des Augustins déchaussés (ou déchaux)
des Augustins récollets ou Ermites Récollets
des Augustins de l'Assomption ou Assomptionnistes

## B
- Baladite - Moine antonin de l'Ordre libanais maronite
- Barnabite - Membre des Clercs réguliers de Saint Paul
- Barré - Membre des Grands Carmes ou Carmes chaussés
- Basilien - Membre :

de l'Ordre basilien alépin des Melchites ou Congrégation melkite d'Alep
de l'Ordre Basilien italien de Grottaferrata
de l'Ordre basilien de Saint Josaphat ou Congrégation ruthène de Saint-Josaphat
de l'Ordre basilien du Très Saint Sauveur des Melchites
de l'Ordre basilien de Saint Jean-Baptiste des Melchites ou Ordre basilien soarite (ou chouérite)
- Basilienne - Membre :

des Sœurs basiliennes alépines
des Sœurs basiliennes filles de Sainte Macrine
- Bénédictin - Membre de l'Ordre de Saint-Benoît
- Bernardin - de l'ordre des Bernardin
- Bétharramite - Membre des Prêtres du Sacré-Cœur de Jésus de Bétharram
- Bonhomme - Membre de l'Ordre des Minimes ou Bonshommes
- Brigittin - Moine membre de l’ordre de Saint-Sauveur
- Brigittine - Moniale membre de l’ordre de Saint-Sauveur ou ordre de Sainte-Brigitte

## C

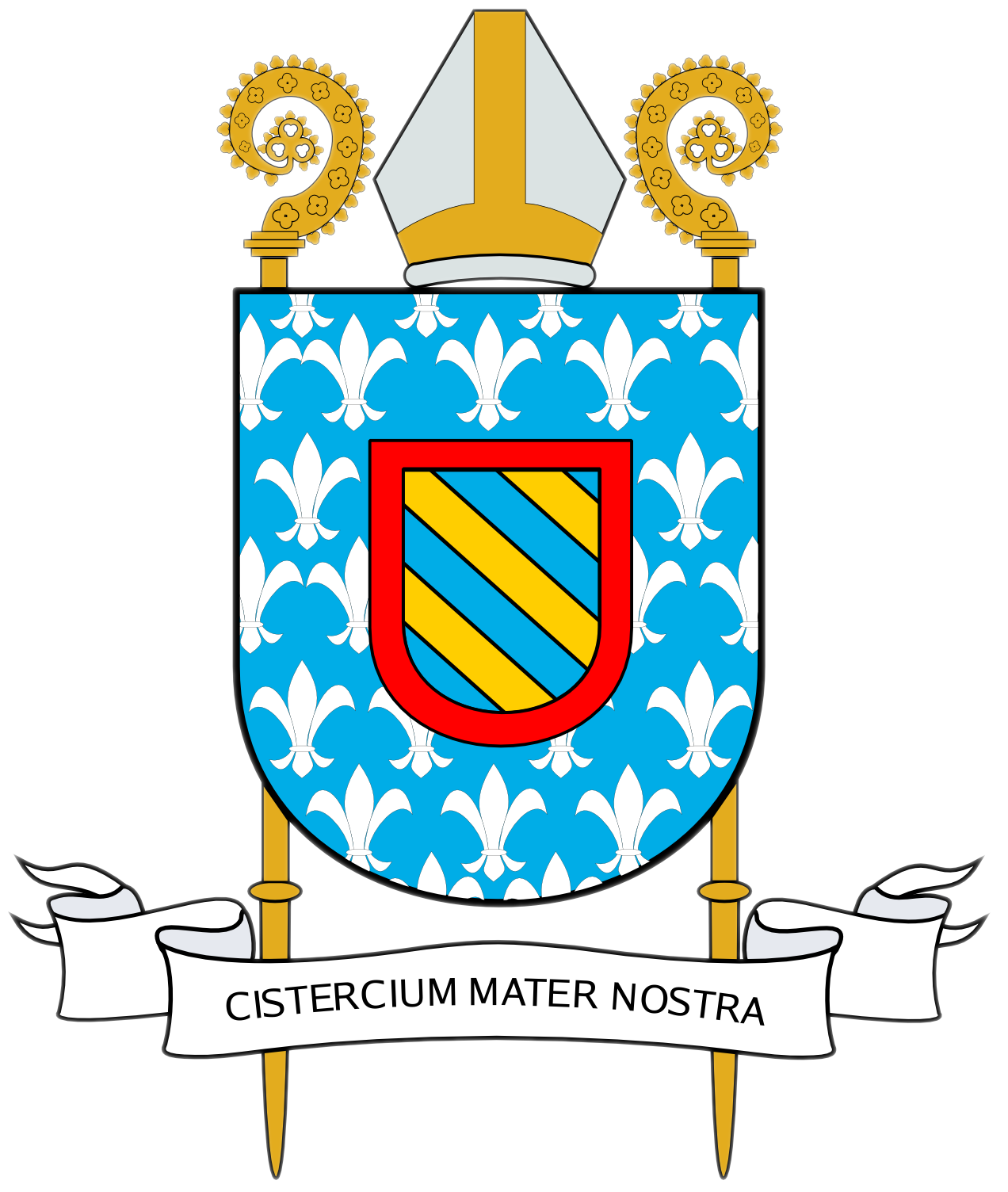
Armes des Cisterciens

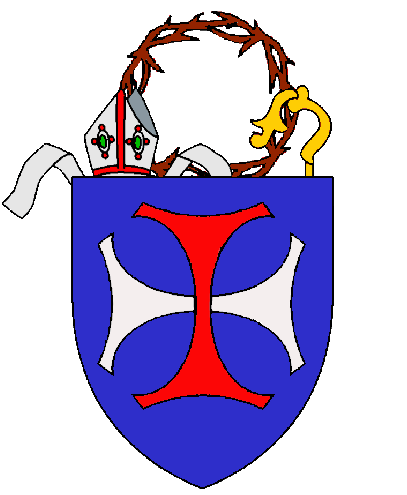
Armes des Croisiers

- Camaldule :

moine bénédictin membre de la Congrégation bénédictine des moines ermites Camaldules
religieux membre des Camaldules de Monte Corona
- Camillien - Membre de l'Ordre des Clercs réguliers pour les malades
- Canossien - Membre des Fils de la Charité (Canossiens)
- Canossienne - Membre des Filles de la Charité Canossiennes[2]
- Capucin - Membre de l'Ordre des frères mineurs capucins
- Capucine - Moniale membre des Clarisses Capucines
- Caracciolin - Membre des Clercs réguliers mineurs
- Carme - Religieux membre :

de l'Ordre de Notre-Dame du Mont-Carmel (ou Grands Carmes ou Carmes chaussés)
des Carmes déchaussés
des Carmes de la Bienheureuse Vierge Marie Immaculée
- Cassinaise - Moniale bénédictine de la Congrégation cassinaise
- Célestin - Religieux de l'Ordre des Célestins.
- Chalaisien - Membre de l'Ordre monastique de Chalais
- Chanoine :

Chanoine régulier de Prémontré - Membre des Chanoines réguliers de Prémontré
Chanoine régulier de Saint-Augustin - Membre :
des Chanoines réguliers de la congrégation du Très Saint Sauveur de Latran
des Chanoines réguliers de la congrégation autrichienne de Latran
des Chanoines réguliers de la congrégation hospitalière du Grand-Saint-Bernard
des Chanoines réguliers de la congrégation suisse de Saint-Maurice d'Agaune
des Chanoines réguliers de la congrégation de Windesheim
des Chanoines réguliers de l'Immaculée Conception
Chanoine régulier de la Sainte Croix - Membre :
des Chanoines réguliers de la Sainte-Croix
des Chanoines réguliers de la Très Sainte Croix de l'Étoile rouge
- Chanoinesse de Windesheim - Membre des Chanoinesses régulières de saint Augustin de la congrégation de Windesheim
- Chartreux - Membres des Chartreux
- Cistercien - Membres de l'Ordre cistercien
- Clarétin - Membre des Fils du Cœur Immaculé de Marie
- Clarisse - Membre de l'Ordre des Pauvres Dames
- Cordelier - Membre de l'Ordre des Frères mineurs conventuels
- Croisier - Membre des Chanoines réguliers de la Sainte Croix

Croisier de l'Étoile rouge - Membre des Chanoines réguliers de la Très Sainte Croix de l'Étoile rouge

## D
- Dame de Saint-Maur - Membre des Sœurs de l'Instruction charitable du Saint-Enfant Jésus
- Doctrinaire - Membre des Prêtres de la doctrine chrétienne
- Doloriste - Membre des Fils de la Mère de Dieu douloureuse
- Dominicain - Membre de lOrdre des Prêcheurs

## E
- Eudiste - Membre de la Congrégation de Jésus et Marie

## F
- Fra’ ou  Frère, individuellement - Hospitaliers en général :

de l'Ordre de l'Hôpital ou Ordre hospitalier de Saint-Jean de Jérusalem
- Franciscain - Membre :

de l'Ordre des Frères mineurs
de l'Ordre des Frères mineurs capucins
de l'Ordre des Frères Mineurs Conventuels
de la Communauté des Frères Franciscains du Renouveau
- Frère cellite - Lollards - Membre des Alexiens
- Frère hospitalier - Membre de l'Ordre hospitalier de Saint-Jean-de-Dieu

## G
- Gilbertin - Religieux de l'Ordre de Sempringham
- Gilbertine - Religieuse de l'Ordre de Sempringham
- Grandmontain - Membre de l'Ordre de Grandmont

## H
- Hiéronymite - Membre :
  - des Ermites de Saint-Jérôme

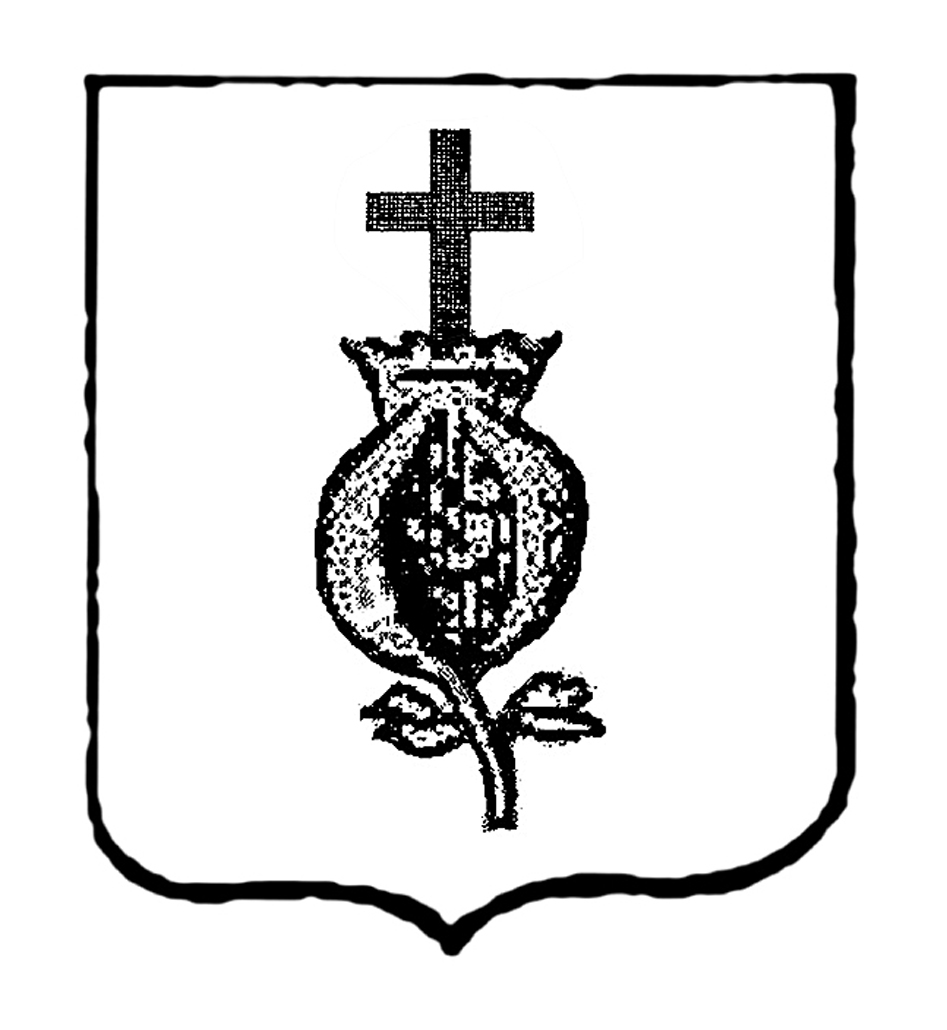
ordre hospitalier de Saint Jean de Dieu

Hospitaliers de l'ordre de Saint-Jean de Jérusalem

  - des Frères de Saint-Jérôme-Emilien
- Hospitalier - Membre :
  - de l'ordre hospitalier du Saint-Esprit
  - de l'ordre hospitalier de Saint-Jean-de-Dieu
- Hospitaliers en général - Frère ou Fra', individuellement:
  - de l'ordre de l'Hôpital ou ordre hospitalier de Saint-Jean de Jérusalem

## J
- Jacobin - Membre de lOrdre des Prêcheurs (terme utilisé en France)
- Jésuate - Membres des Jésuate
- Jésuite - Membre de la Compagnie de Jésus
- Johannite - Membre des Missionnaires Johannites du Christ-Roi
- Joséphin :
  - Joséphin de Murialdo - Membre de la Pieuse Société de Saint-Joseph
  - Joséphite de Belgique - Membre de l'Institut des Joséphites de Grammont
  - Joséphite de Mexico - Membre des Missionnaires de Saint-Joseph

## L

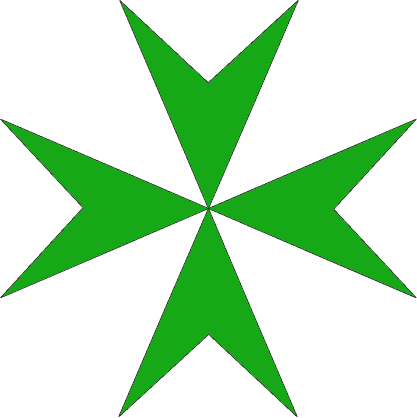
Lazarites

- Lasallien - Membre des Frères des Écoles chrétiennes
- Lazariste - Membre de la Congrégation de la Mission
- Lazarite - Membre des Chanoines hospitaliers de Saint-Lazare
- Liguorien - Membre de la Congrégation du Très-Saint Rédempteur

## M
- Marianiste - Religieux membre de la Société de Marie (de Bordeaux) ou Marianistes ou Frères de Marie
- Marianite - Religieuse membre des Marianites de Sainte-Croix
- Marien - Membre des Clercs réguliers mariens sous le titre de l'Immaculée Conception de la Bienheureuse Vierge Marie ou Mariens
- Mariste :

Religieux membre des Frères maristes
Religieux membre de la Société de Marie ou Maristes
Religieuse membre de la Société des Sœurs Maristes
Religieuse membre du Tiers ordre régulier de Marie
- Mauriste - Bénédictin membre de la Congrégation de Saint-Maur
- Mékhitariste - Religieux de la Congrégation des pères mékhitaristes

de l'Ordre Mékhitariste de Venise
de l'Ordre Mékhitariste de Vienne
- Melchite - Membre de l'ordre des Melchites
- Mercédaire

religieux membre de l'Ordre de la Bienheureuse Vierge Marie de la Merci pour la Rédemption des captifs, des Mercédaires déchaussés ou des Religieuses tertiaires régulières de l'ordre de Notre-Dame de la Merci
moniale membre des Mercédaires ou des Mercédaires déchaussées
- Minime - Membre de l'Ordre des Minimes
- Moine :

Moine gris - Membre de l'Ordre de Tiron
Moine noir - Membre de l'Ordre de l'Hôpital
- Montfortain - Religieux membre de la Compagnie de Marie ou des Frères de Saint Gabriel
- Montfortaine - Membre des Filles de la Sagesse ou des Oblates de la Sagesse

## N
- Nazaréen - Membre de l'Ordre de la Pénitence de Jésus Nazaréen ou Scalzetti
- Norbertin, Norbertine - Membre de l'ordre des Prémontrés (fondé par saint Norbert)

## O
- Olivétain - Membre des Olivétains
- Olivétaine - Moniale bénédictine de la Congrégation olivétaine
- Oratorien - Membre :

de la Confédération de l'Oratoire de Saint Philippe Néri
de l'Oratoire de Jésus et de Marie Immaculée de France

## P
- Pallottin - Religieux de la Pieuse Société des Missions, devenue la Société de l'Apostolat catholique
- Passioniste - Membre :

des Clercs déchaux de la Sainte-Croix et Passion de Jésus-Christ
des Religieuses de la Sainte-Croix et Passion de Jésus-Christ
- Paulinienne - Membre des Filles de Saint-Paul, des Sœurs disciples du Divin Maître, des Sœurs Jésus Bon Pasteur et des Sœurs de Marie Reine des Apôtres.
- Pauliste - Religieux membre des Prêtres-Missionnaires de l'Apôtre saint Paul
- Père
  - Père bayonnais - Membre des Prêtres du Sacré-Cœur de Jésus de Bétharram
  - Père blanc - Membre des Missionnaires de Notre-Dame d'Afrique
  - Père de Chavagne - Membre des Fils de Marie Immaculée
- Piariste - Membre de l'Ordre des frères des écoles pies
- Picpucien - Membre de la Congrégation des Sacrés-Cœurs de Jésus et de Marie
- Prémontré - Membre de l'Ordre des chanoines réguliers de Prémontré

## R
- Récollet - Membre :

des Augustins récollets ou Ermites Récollets
des Franciscains observants récollets
- Rédemptoriste - Membre de la Congrégation du Très Saint Rédempteur
- Réparatrice - Religieuse de la Société de Marie-Réparatrice
- Rosminien - Membre de l'Institut de la Charité
- Rufinien - Membre des Chanoines réguliers de Saint-Ruf

## S
- Sachet - Membre de l’ordre de la Pénitence de Jésus-Christ ou Frères Sachets
- Salésien - Membre de la Société de Saint François de Sales
- Salésienne - Membre des Filles de Marie Auxiliatrice
- Salvatorien :

Religieux de la Société du Divin Sauveur
Basilien Melkite
- Scalabrinien - Membre de la Congrégation des Missionnaires de Saint Charles
- Scolope - Membre des Clercs réguliers des Écoles pies ou Pauvres clercs réguliers de la Mère de Dieu ou Piaristes ou Scolopes
- Servite - Membre de l'Ordre des Servites de Marie
- Silvestrin - Religieux bénédictin de la Congrégation de Saint-Silvestre
- Somasque - Membre des Clercs réguliers de Somasque
- Spiritain - Membre des Pères du Saint-Esprit
- Stigmatin - Membre des Prêtres des Saints-Stigmates de Notre-Seigneur Jésus-Christ
- Stigmatine - Membre des Pauvres Filles des Sacrés Stigmates de Saint François d'Assise
- Studite - Membre des Studites
- Sulpicien - Membre de la Compagnie des prêtres de Saint-Sulpice

## T

Ordre Teutonique

Ordre de la Très Sainte Trinité

- Templier - Membre de l'Ordre du Temple
- Teutonique - Membre de l’ordre de Sainte-Marie des Teutoniques
- Théatin - Membre des Clercs réguliers Théatins
- Tironien - Moine bénédictin de l'Ordre de Tiron.
- Trinitaire :
  - religieux de l'Ordre de la Très Sainte Trinité pour la Rédemption des captifs
  - moniale de l'Ordre de la Très Sainte Trinité pour la Rédemption des captifs

## U
- Ursuline d'Anne de Xainctonge - Membre de la Compagnie de Sainte-Ursule d'Anne de Xainctonge

## V
- Vallombrosaine - Membre des Bénédictines Vallombrosaines
- Verbite - Membre de la Société du Verbe divin de Steyl
- Viatorien - Membre des Clercs de Saint-Viateur
- Victorin - Membre de la Congrégation des chanoines réguliers de Saint-Victor

## X
- Xavérien - Membre des Frères de Saint François Xavier
- Xavière -Membre des Xavières
- Xaviériste - Membre des Frères de Saint François Xavier